# Esteban Ramírez
Esteban Ramírez Jiménez (né en 1973 à San José, Costa Rica) est un  réalisateur, scénariste, producteur de cinéma et producteur de télévision costaricien. Son court métrage Once Rosas a été sélectionné dans de nombreux festivals internationaux.

## Biographie
Esteban Ramírez est né et a grandi dans la capitale du Costa Rica, San José. Il est diplômé en sciences de la communication. En 1996, il crée Cinetel, une société de production au travers de laquelle il produit des documentaires et des publicités pour la télévision. Sa carrière de réalisateur débute par la réalisation de courts métrages. En 2001, son film en 35 mm Once Rosas est sélectionné dans plus de 30 festivals de cinéma internationaux, tels que La Havane, Huesca, São Paulo et Moscou. En 2002, il est primé par le programme Versión Española de Televisión Española comme l'un des 22 meilleurs courts métrages hispano-américain de l'année. Once Rosas a remporté le Prix du Meilleur Film du festival Muestra de Cine y Video Costarricense.
En 2004, Caribe est son premier long métrage.

## Filmographie

### Comme réalisateur
- 1995 : Para dos no hay vía (*)
- 1996 : El SIDA en Costa Rica (**)
- 1997 : Planos cerrados de Cuba (**)
- 1998 : Rehabilitación concluida (*)
- 2001 : Once Rosas (*)
- 2004 : Caribe
- 2009 : Gestación
- 2012 : Adios Franklyn
- 2015 : Presos

* : court métrage

** : documentaire

### Comme scénariste
- 2004 : Caribe de lui-même

### Comme producteur
- 2004 : Caribe de lui-même

## Récompenses
- 2001 : Prix du Meilleur Film à la IXe Muestra costarricense pour Once Rosas
- 2004 : Audience Award au Festival du cinéma ibéro-américain de Huelva pour Caribe
- 2004 : Meilleur réalisateur au XIXe Festival du cinéma latino-américain de Trieste pour Caribe